# Weißschwanzlerche
Die Weißschwanzlerche (Mirafra albicauda) ist eine Art aus der Familie der Lerchen. Ihr Verbreitungsgebiet liegt in Afrika. Man unterscheidet zwei Unterarten.
Die Bestandssituation der Weißschwanzlerche wird von der IUCN derzeit mit ungefährdet (least concern) eingestuft.

## Merkmale
Die Weißschwanzlerche ist deutlich kleiner und kurzschwänziger als eine Feldlerche. Die Körperlänge beträgt zwischen 13 und 14 Zentimeter, wovon 4,3 bis 5 Zentimeter auf den Schwanz entfallen. Der Schnabel hat eine Länge von 1,2 bis 1,3 Zentimeter.
Die Körperoberseite der Weißschwanzlerche ist schwärzlich mit einer grauen und braunen Streifung. Das Kinn und die Kehle sind weiß, die übrige Körperunterseite ist hell gelbbräunlich. Der Kropf und die Brust weisen umbrabraune Flecken auf. Die Schwingen sind braun, die einzelnen Federn sind rötlich gesäumt. Das mittlere Steuerfederpaar ist braun mit hellen Säuen. Das zweite und dritte Steuerfederpaar sind braunwasch, bei den vierten Steuerfedern ist die Außenfahne weiß, während die Innenfahne schwarzbraun ist. Die beiden äußeren Steuerfederpaare sind dagegen vollständig weiß. Der Oberschnabel ist dunkel hornfarben, der Unterschnabel setzt sich dagegen durch einen auffallend helleren Ton ab. Die Füße sind bräunlich, die Iris ist braun.
Ihren Gesang trägt die Weißschwanzlerche gewöhnlich im Singflug vor. Es ist ein melodiös schwatzender Gesang, der ohne Triller ist. Typisch für die Weißschwanzlerche sind auch rasselnde, klappernde oder trommelnde Instrumentallaute, die mit den Flügeln erzeugt werden. Weißschwanzlerche steigen etwa 30 Meter hoch in die Luft, um dort den Singflug vorzutragen. Der Singflug endet mit einem steilen Niederfallen zurück auf die Erde.

## Verwechselungsmöglichkeiten
Die Weißschwanzlerche weist Ähnlichkeiten mit der Buschlerche auf, deren großes Verbreitungsgebiet sich teilweise mit der Weißschwanzlerche überlappt. Die Weißschwanzlerche unterscheidet sich von dieser aber durch die dunklere Körperoberseite und die zwei äußeren weißen Steuerfedern. Der Gesang der Buschlerche weist außerdem Triller auf, die bei der Weißschwanzlerche fehlen. Die Weißschwanzlerche läuft außerdem, nachdem sie sich vom Singflug auf die Erde zurückfallen hat lassen, anders als die Buschlerche nur wenige Schritte.

## Verbreitungsgebiet und Lebensraum

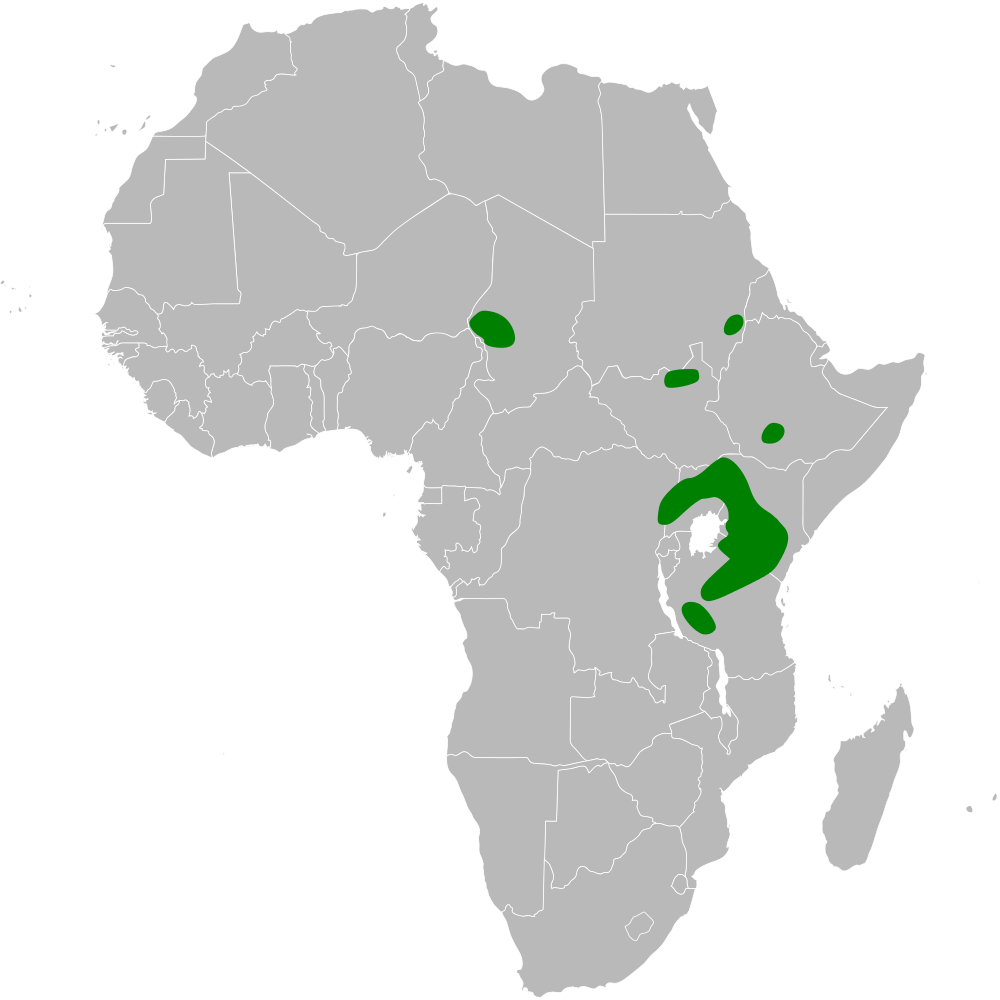
Verbreitungsgebiet der Weißschwanzlerche

Die Weißschwanzlerche kommt in mehreren voneinander isolierten Populationen auf dem afrikanischen Kontinent vor und ist ein Standvogel.
Zum Verbreitungsgebiet gehören der Westen von Kenia sowie Zentralkenia. Sie besiedelt außerdem Uganda, Tansania, den Nordosten von Zaire, den Osten des Sudan und den Westen des Tschads.
Der Lebensraum sind offene steppenähnliche Landschaften mit überwiegend dunkleren Böden, vor denen die Weißschwanzlerche gut getarnt ist. Häufig kommen im jeweiligen Lebensraum der Weißschwanzlerche auch Harlekinwachteln vor. Die Weißschwanzlerche ist in Teilen ihres Verbreitungsgebietes häufig. In Kenia ist sie in Höhenlagen zwischen 600 und 2000 Metern vor. Sie ist aber auch in den tiefergelegenen Ebenen von Turkana anzutreffen.

## Lebensweise
Die Weißschwanzlerche frisst Samen, Insekten und grünes Pflanzenmaterial. Die Fortpflanzungsbiologie dieser Art ist noch nicht abschließend untersucht. Weißschwanzlerchen in Brutstimmung wurden aber in Kenia im März, im Sudan und Tansania im Mai beobachtet.
Wie alle Lerchen ist auch die Weißschwanzlerche ein Bodenbrüter. Das napfförmige Nest wird in einer ausgekratzten, flachen Mulde gebaut. Es ist entweder offen oder von Gräsern überwölbt und befindet sich häufiger an feuchten Stellen und bei zahlreichen Nestern wurde von den Lerchen Schlamm in den Nestrand eingebaut. Das Gelege besteht aus zwei Eiern. Diese sind weißgrau mit dunkelbraunen Fleckchen und Kritzeln.

## Einzelbelege
1. 1 2 3  Pätzold: Die Lerchen der Welt. S. 46.
2. ↑  Mirafra albicauda in der Roten Liste gefährdeter Arten der IUCN 2016.1. Eingestellt von: BirdLife International, 2016. Abgerufen am 7. Januar 2017.
3. 1 2 3 4  Pätzold: Die Lerchen der Welt. S. 45.